# ペリム島

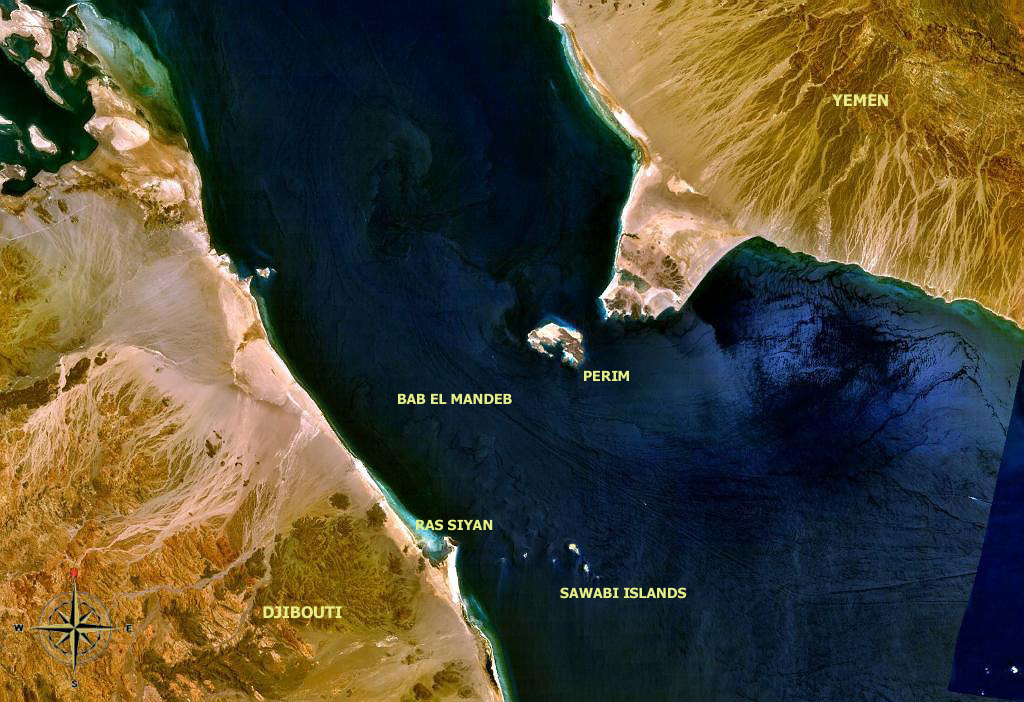

ペリム島は、紅海への南の入り口に当たるバブ・エル・マンデブ海峡に浮かぶ火山島である。イエメン領。その面積は13平方キロメートルで、標高は65メートルである。アラビア語でジャジーラ・マイユーン（アラビア語: جزيرة ميون、マイユーン島）と言う。

## 歴史
1513年にポルトガル人が訪れた。1738年にフランスが占領。1799年、イギリス東インド会社が、エジプト侵攻の準備のため短期間占領した。1857年、再びイギリスが占領する。1869年以降は、スエズ運河を利用する船に石炭を補給する場所となる。1916年、オスマン帝国による占領の試みが撃退される。1967年、独立した南イエメン領となる。1990年の南北統一により、イエメン領となる。

## 地理
大きさは約5ｘ3kmで、島の東側は海峡の幅が狭く水深が浅く潮流の影響もあり航行に適さない。紅海が分裂拡大する地質構造によりアデンにかけて火山活動がありこの島が形成された。